# 平泉市
平泉市（へいせん-し）は中華人民共和国河北省承徳市に位置する県級市。

## 歴史
1729年（雍正7年）、清朝により設置された八溝庁を前身とし、庁治は現在の平泉鎮に設置された。1778年（乾隆43年）に平泉州と改称し、1913年（民国2年）の州制廃止に伴い平泉県とされた。2017年4月、県級市に昇格し平泉市と改編され現在に至る。

## 行政区画
- 鎮:平泉鎮、黄土梁子鎮、楡樹林子鎮、楊樹嶺鎮、七溝鎮、小寺溝鎮、党壩鎮、臥竜鎮、南五十家子鎮、北五十家子鎮、桲欏樹鎮、柳渓鎮、平北鎮、青河鎮、台頭山鎮
- 郷:王土房郷、道虎溝郷
- 民族郷:七家岱満族郷、茅蘭溝満族モンゴル族郷